# John Mulhern
John Francis "Jack" Mulhern, född 18 juli 1927 i Boston, död 19 september 2007, var en amerikansk ishockeyspelare.
Mulhern blev olympisk silvermedaljör i ishockey vid vinterspelen 1952 i Oslo.